# Dendrothele corniculata
Dendrothele corniculata är en svampart som först beskrevs av Gordon Herriot Cunningham, och fick sitt nu gällande namn av Stalpers 1985. Dendrothele corniculata ingår i släktet Dendrothele och familjen Corticiaceae.   Inga underarter finns listade i Catalogue of Life.